# Karol Edward Epler

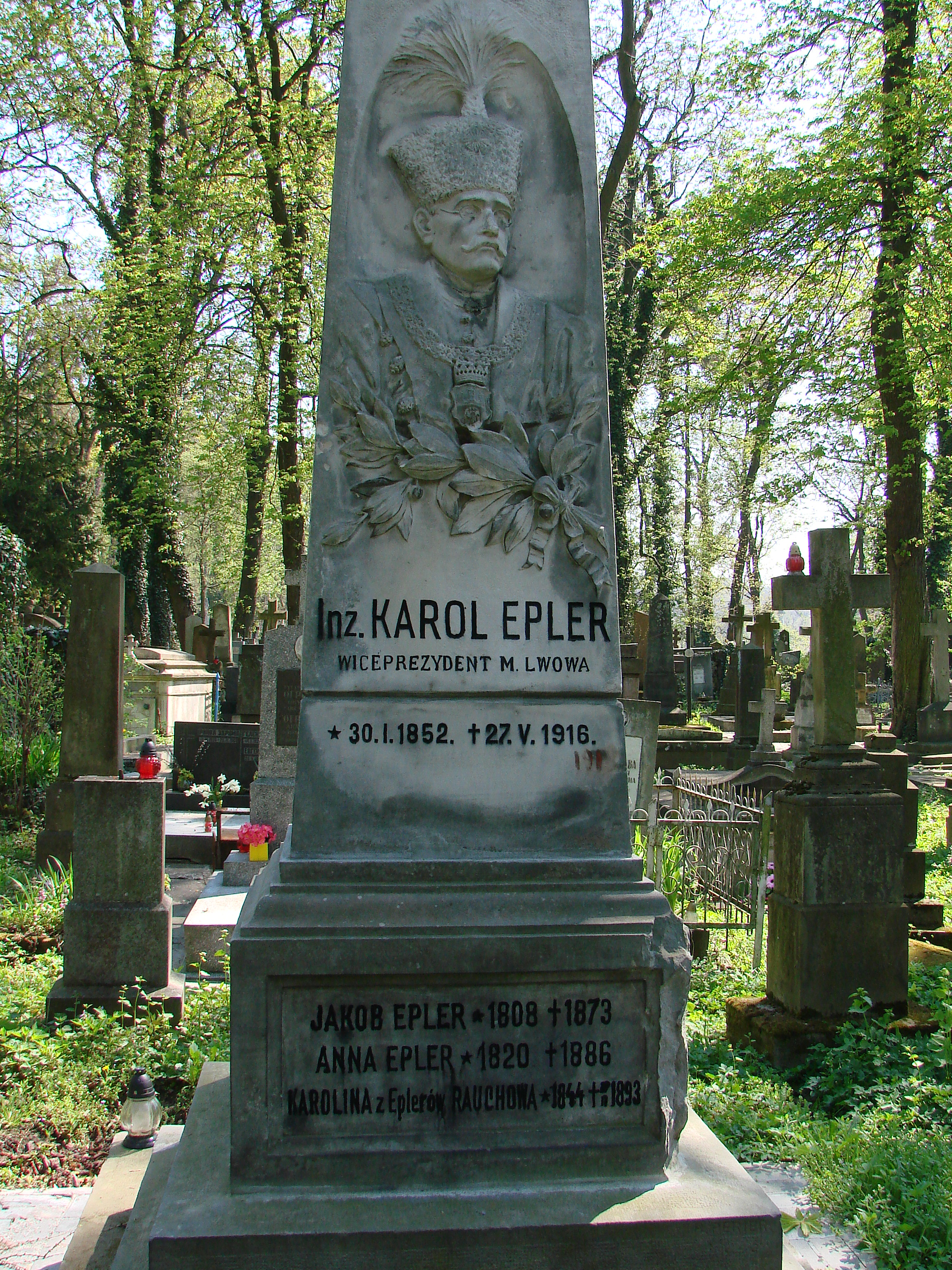

Karol Edward Epler (ur. 1852 we Lwowie, zm. 27 maja 1916 tamże) – polski inżynier komunikacji, wiceprezydent Lwowa.

## Życiorys
Po złożeniu egzaminu studiował we lwowskiej Szkole Politechnicznej, którą ukończył w 1873. W tym samym roku rozpoczął pracę na kolei, pracował w Dyrekcji Okręgowej we Lwowie. Należał do grupy założycieli Towarzystwa Politechnicznego, wielokrotnie otrzymywał propozycję objęcia funkcji prezesa, ale nigdy jej nie przyjął. Od 1897 do 1899 pełnił funkcję sekretarza tego towarzystwa, a przez siedemnaście lat był skarbnikiem. W 1895 zakończył pracę w służbie kolejowej i zaangażował się w pracę ekonomiczno-społeczną, zasiadał w radach nadzorczych przedsiębiorstw budowlanych, których inwestycje były realizowane we Lwowie. Był członkiem rad nadzorczych towarzystw fabrycznych „Tlen” i „Perkun” oraz członkiem dyrekcji Banku Związkowego we Lwowie. Będąc skarbnikiem Towarzystwa Politechnicznego zainicjował budowę własnego gmachu przy ulicy Zimorowicza, budowę zakończono w 1906. Otrzymał tytuł członka honorowego Polskiego Towarzystwa Politechnicznego we Lwowie.
Przez wiele lat był radnym miejskim, w 1906 został wybrany na wiceprezydenta miasta, kierował referatem technicznym. Przeprowadził reorganizację Miejskiego Urzędu Budowniczego, kierował pracami nad rozbudową sieci kanalizacyjnej oraz planem rozbudowy komunikacji miejskiej. Mimo postępującego pogarszania się stanu zdrowia po wybuchu I wojny światowej został wybrany na zastępcę komisarza rządowego.
Został pochowany na Cmentarzu Łyczakowskim we Lwowie.